# Platinum FC (St. Lucia)
Der Platinum Football Club ist ein Fußballverein auf der Karibikinsel St. Lucia. Der Verein spielt in der SLFA First Division, der höchsten Spielklasse des Landes.

## Geschichte
Platinum FC wurde 2005 in Babonneau gegründet. Im Jahr 2015 spielte der Verein erstmals in der SLFA First Division. 2017 erreichte Platinum FC den zweiten Platz und gewann 2018 erstmals die Meisterschaft. In den folgenden Jahren sicherte sich der Club weitere Meistertitel, nämlich 2019 und 2021. Im Jahr 2020 wurde aufgrund der COVID-19-Pandemie keine Meisterschaft ausgespielt. 2022 wurde der Verein erneut Vizemeister und erreichte 2023 mit dem vierten Platz die schlechteste Ligaplatzierung seit dem Aufstieg.
Platinum qualifizierte sich 2019 erstmals für die Gruppenphase des CONCACAF Caribbean Club Shield. Das erste Spiel verlor der Verein mit 1:2 gegen die Village Superstars FC aus St. Kitts und Nevis und das zweite Spiel mit 2:5 gegen die Greenbay Hoppers FC aus Antigua und Barbuda. Platinum belegte somit punktlos den letzten Platz in der Gruppe.
Im Jahr 2021 sollte der Club erstmals am CONCACAF Caribbean Cup teilnehmen, zog seine Teilnahme jedoch zurück. Aufgrund der COVID-19-Pandemie nahm der Verein auch nicht am CONCACAF Caribbean Club Shield teil.
Das Wappen des Platinum Football Club ähnelt stark dem des US-amerikanischen Franchises LA Galaxy, das in der Major League Soccer (MLS) spielt.

## Stadion
Die Heimspielstätte des Platinum Football Club ist das Philip Marcellin Grounds, das eine Kapazität von 1000 Zuschauern hat.

## Erfolge
- St. Lucianischer Meister (3): 2018, 2019 und 2021
- St. Lucianischer Vizemeister (2): 2017, 2022